# 蒙泰尔布朗
蒙泰尔布朗（法語：Monterblanc，法語發音：[mɔ̃tɛʁblɑ̃]）是法国莫尔比昂省的一个市镇，位于该省中部偏东南，属于瓦讷区。

## 地理
蒙泰尔布朗（47°44'33"N, 2°40'55"W）面积25.41 平方千米，位于法国布列塔尼大區莫尔比昂省，该省份为法国西北部沿海省份，位于布列塔尼半岛南部，北起阿摩尔滨海省、西接菲尼斯泰尔省，南濒大西洋，东南接大西洋卢瓦尔省，东临伊勒-维莱讷省。
与蒙泰尔布朗接壤的市镇（或旧市镇、城区）包括：普洛德朗、埃尔旺、圣诺尔夫、圣阿韦、洛凯尔塔斯。

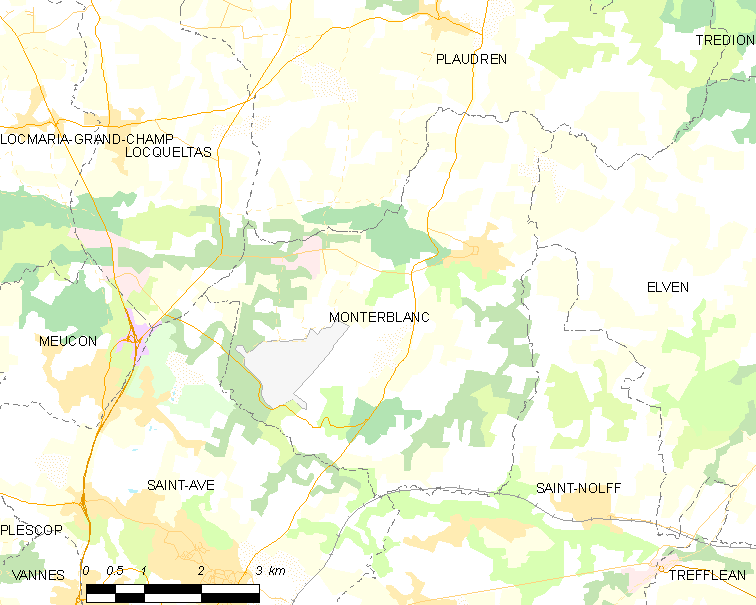
蒙泰尔布朗的OSM定位图

蒙泰尔布朗的时区为UTC+01:00、UTC+02:00（夏令时）。

## 行政
蒙泰尔布朗的邮政编码为56250，INSEE市镇编码为56137。

## 政治
蒙泰尔布朗所属的省级选区为瓦讷第三县。

## 人口

1962-2008年间蒙泰尔布朗人口变化图示

蒙泰尔布朗于2022年1月1日时的人口数量为3342人。